# Unreal Tournament 2004
Unreal Tournament 2004 — відеогра жанру багатокористувацького шутера від першої особи, продовження Unreal Tournament 2003. Випущена 16 березня 2004 року для Windows і 31 березня 2004 року Mac OS X.
Крім суттєвих змін в ігровій механіці і візуальному представленні, одним з головних доповнень, внесених Unreal Tournament 2004, є введення транспортних засобів та режиму «Наступ» з масштабними картами.

## Фабула
Події гри відбуваються в 2303 році, відразу після Unreal Tournament 2003. Команда багаторазового чемпіона Малькольма «Thunder Crash» з Броком і Лореном була переможена командою Горджа «Juggernauts» в минулому турнірі, після чого розпалася. Малькольм залишився в «Thunder Crash», а Брок і Лорен заново утворили «Iron Guard». Гордж задумав виграти і наступний турнір, аби показати, що його бійці це не чемпіони на один раз. В цей час Імперія Скаардж послала власну команду «Iron Skull» на турнір як компенсацію за Семиденну війну з людьми. Творці ж «Juggernauts», Axon Research Corporation, натхненні її успіхом, вирішили натренувати нових бійців, склавши з них команду «Goliath».

## Ігровий процес

### Основи
Unreal Tournament 2004 є багатокористувацьким шутером від першої особи. Зберігаючи загальні риси попередників, Unreal Tournament 2004 отримала багато нововведень. Було перероблено баланс зброї і додано нові режими. Бонуси тепер з'являються через певний час після початку бою, не даючи випадкової переваги. Гра і надалі підтримує офіційні модифікатори ігрового процесу — мутатори, а також має сотні неофіційних модифікацій, моделей, мап, режимів гри, мутаторів та іншого від спільноти фанатів.
В одиночній грі боєць спочатку готується до турніру, а потім проходить його, збираючи власну команду, в тому числі з переможених противників. По завершенню матчів, в залежності від результату, він заробляє або втрачає гроші, які витрачає на просування в турнірі: найм бійців, лікування товаришів, участь в змаганнях та гонорари.

### Штучний інтелект
В грі була наявна одна із найкращих систем штучного інтелекту для одиночної/багатокористувацької гри на той час. Окрім точнішої стрільби, вороги дуже вміло використовували всі бонуси мап, контролювали появу броні чи таких бонусів, як Double Damage, а також використовували всі функції, що доступні і гравцю та були неймовірно акробатичні: не цуралися використовувати всі можливі комбінації рухів, стрибків, стрибків зі зброєю, так званих dodge (ухиляння), комбінували це в залежності від ситуації. Також вони могли використовувати різного роду Rocket Jump (комбінація стрибка та поштовху від ударної хвилі від Rocket Launcher, що стало класикою в арена-шутерах тих часів) чи Shield Jump (те саме, але від Shield Gun), якщо їм потрібно було забратися на якусь височінь, до якої не було наявно платформ.
Головним розробником коду штучного інтелекту гри був Стівен Полдж, який написав не лише ШІ для всіх минулих ігор серії, а й був першим творців ботів для мультиплеєрних проектів з своїм ReaperBot для Quake, за що увійшов у Книгу Рекордів Гіннеса.  Його простий і водночас добре прописаний інтелект ботів, побудований на базі поширеного для відеоігрового ШІ алгоритму "дерева поведінки" був прийнятий дуже позитивно спільнотою гравців та критиків і неодноразово використовувався для різних дослідженнь відеоігрового штучного інтелекту.  
У 2012 році, на турнірі BotPrize, в якому оцінювали якість штучного інтелекту ботів у відеоіграх, виграли трохи модернізовані боти для UT2004. Принцип проведення цього "ігрового тесту Тьюрінга", як самі розробники називали цей проект, був наступним: під час гри люди та боти анонімно вступають у режим deathmatch, мета якого - вбити якомога більше супротивників за певний проміжок часу. Суддями були живі гравці, які спостерігали і позначали анонімних гравців як людей або ботів. Якщо більше 30% суддів позначали бота як живого, він перемагав у змаганні. Усі розробники були в рівних умовах.
В BotPrize 2012 року відразу дві команди по Unreal Tournament перемогли в турнірі. Бот UT^2 був оцінений, як жива людина, досягнувши 51,9% голосів. Над його створенням працювали вихідці з Техаського університету, а саме: професор Рісто Мііккулайнен з докторантами Якобом Шрумом та Ігорем Карповим. Інший бот від румунського програміста Міхайя Польчану називався MirrorBot. На відміну від свого опонента, він був трохи "жвавішим" і отримав 52,2% голосів. Цікаво те, що реальні гравці показали результат 41,4%. Обидві команди розповідали, що їм доводилося обмежувати своїх ботів, щоб вони не ставали грізними машинами для знищення всіх суперників. UT^2 знизили точність влучень завдяки підвищенню швидкості рухів і стрільби з довгих дистанцій. А ось MirrorBot міг імітувати дії іншого гравця в реальному часі. Робив він це з невеликою затримкою і без повної точності, тож з боку вони здавалися іншими. Він міг на деякий час запам'ятовувати свою мету, слідувати за нею і ухилятися, залежно від напрямку стрільби противника. Також бот забував про свою первинну ціль, якщо інший противник атакував набагато агресивніше. 

### Режими гри
- Deathmatch — кожен грає сам за себе, намагаючись вбити якомога більше інших бійців.
- Командний Deathmatch — Deathmatch, де бійці розбиваються на команди і змагаються у вбивстві противників.
- Мутант (англ. Mutant) — починається як Deathmatch, але перший вбивця стає «мутантом», отримуючи збільшений боєзапас, швидкість руху і силу, хоча з часом втрачає здоров'я, поповнюючи його при вбивствах. Вбивця «мутанта» сам стає «мутантом». Боєць, що набирає найменше очок, «пасе задніх» (англ. Bottom Feed), отримуючи право вбивати не лише «мутанта», але й інших бійців.
- Останній герой (англ. Last Man Standing) — при старті всім бійцям доступна вся зброя. Кількість життів обмежена. Ціллю є залишитися останнім гравцем на арені або досягти ліміту очок за вбивство противників.
- Повелитель арени (англ. Arena Master) — наявний в Unreal Tournament 2004 Ludicrous Edition режим. Матч ділиться на кілька раундів. Якщо боєць перемагає всіх суперників, в кінці раунду отримує за вбивства очки і починається наступний раунд. У підсумку виграє той, хто набирає за всі раунди найбільше очок.
- Штурм (англ. Assault) — в першому раунді одна з команд повинна виконати набір завдань (знищити певні об'єкти, зайняти зону) за певний час, а інша намагається цьому запобігти. В наступному раунді команди міняються ролями. Перемагає команда, яка виконає більшу кількість завдань за найменший час. На останньому рівні атакуючій команді спочатку необхідно на винищувачах вивести з ладу Материнський корабель скаарджів, і висадиться на нього для подальшої битви.
- Біг з бомбою (англ. Bombing Run) — дві команди намагаються закинути м'яч-бомбу в ворота противника, змагаючись у наборі очок. За вдалий кидок м'яча у ворота супротивника команді зараховується 3 очки, за пробіг через ворота бійця з м'ячем — 7 очок.
- Захоплення прапора (англ. Capture the Flag) — бійці розбиваються на дві команди і намагаються захопити прапор команди опонента та донести його на свою базу.
- Захоплення прапора для чотирьох команд (англ. Capture The Flag 4 Teams) — наявний в Unreal Tournament 2004 Ludicrous Edition режим. Захоплення прапора з 4-ма командами: червоною, синьою, зеленою і золотою.
- Подвійна перевага (англ. Double Domination) — командний режим, в якому кожна команда повинна спробувати утримати обидві контрольні точки на карті протягом 10 секунд для отримання очка.
- Захоплення прапора з Instagib (англ. Instagib Capture The Flag) — аналогічний режиму «захоплення прапора», але кожен боєць озброєний Супершоковою рушницею, яка має необмежений боєзапас і вбиває з одного пострілу.
- Наступ (англ. Onslaught) — дві команди намагаються захопити силові вузли (англ. power nodes) із застосуванням зброї і транспортних засобів, щоб з'єднати їх з силовим ядром (англ. power core) противника і знищити його.
- Вторгнення (англ. Invasion) — всі бійці об'єднуються для протистояння навалі прибульців. Всього бійцям необхідно вистояти протягом 16 хвиль вторгнення ворогів.
- Захоплення прапора з технікою (англ. Vehicle Capture the Flag) — захоплення прапора з використанням доступних на мапі транспортних засобів. Прапор можна переносити тільки в наземних видах транспорту.
- Втеча з в'язниці (англ. Jailbreak) — режим, наявний в Unreal Tournament 2004 Ludicrous Edition. Змагання між двома командами, де переможені бійці потрапляють у полон до противників. Звільнити їх можна, прорвавшись на базу противника. Коли всі члени команди потрапляють в полон, ворожій команді нараховується одне очко.

### Оснащення бійців

#### Зброя
- Щитова гармата (англ. Shield Gun) — зброя ближнього бою, що атакує хвилею плазми. Альтернативний режим генерує захисне поле, яке відбиває постріли енергетичної зброї. Пострілом зі Щитової гармати можна відштовхуватися від поверхонь і уникати ушкоджень при падінні.
- Штурмова гвинтівка (англ. Assault Rifle) — стріляє кулями, в альтернативному режимі з підствольного гранатомета. Можна регулювати силу викиду гранати, затиснувши клавішу альтернативного вогню. Якщо знайти другу гвинтівку, можна стріляти з двох рук.
- Біо-гармата (англ. Bio-rifle) — стріляє згустками токсичної липкої рідини. Згустки вибухають через короткий час. При альтернативному режимі можна накачати гармату для запуску великого згустка, який завдає значної шкоди.
- Шокова рушниця (англ. Shock Rifle) — стріляє променем, який завдає середніх ушкоджень. Альтернативний — постріл сферою, що називається шоковим ядром (англ. shock core), яке має невелику швидкість польоту і завдає такої ж шкоди, як промінь. Якщо вистрілити в шокове ядро променем, воно вибухне, завдаючи великої шкоди в радіусі кількох метрів.
- Ланкова рушниця (англ. Link Gun) — вистрілює згустки плазми, що завдають середніх ушкоджень. Альтернативний режим — безперервний слабкий промінь, який також частково знерухомлює противників. Кілька бійців з Ланковою рушницею можуть об'єднатися наведенням зброї один на одного, тоді її забійна сила відповідно зростає. Також цією зброєю можна ремонтувати дружню техніку і Силові вузли.
- Кулемет (англ. Minigun) — стріляє кулеметною чергою, в альтернативному режимі скорострільність падає, але зростає точність.
- Осколкова гармата (англ. Flak Cannon) — вистрілює групу осколків, які здатні рикошетити від стін. З кожним відбиванням забійна сила осколків падає, як і при потраплянні у воду. Альтернативний вогонь вистрілює шрапнель, яка при ударі розривається на менші осколки.
- Ракетомет (англ. Rocket Launcher) — стріляє однією ракетою. Якщо затиснути клавішу альтернативного режиму стрільби, ракетомет буде набирати снаряди для одночасного пострілу. Якщо відпустити клавішу або будуть заряджені три ракети, то ракетомети одночасно вистрілить ними в горизонтальній площині з невеликим кутом між ракетами. Якщо під час набору натиснути основний режим стрільби, то ракети вилетять по спіралі. Якщо під час заряду ракет натиснути клавішу основного вогню двічі, то ракети перетворяться на мортири, як у класичному Unreal Tournament при натисканні клавіші альтернативної стрільби. Якщо якийсь час утримувати приціл на іншому бійцеві, ракети при пострілі протягом декількох секунд будуть наводитися на нього.
- Блискавкова рушниця (англ. Lightning Gun) — основний режим стрільби — постріл блискавкою. Альтернативний режим стрільби — активація оптичного прицілу.
- Снайперська гвинтівка (англ. Sniper Rifle) — основний режим стрільби — постріл кулею. Альтернативний режим стрільби — оптичний приціл.
- Спокутувач (англ. Redeemer) — стріляє керованою ядерною ракетою, що завдає великих ушкоджень. Ракету можна збити в польоті, при цьому вона слабо вибухне. При основному режимі стрільби ракета летить по прямій, при альтернативному — відбувається перемикання виду на камеру, встановлену на ракету, і можна управляти її польотом. Сам боєць залишається нерухомим на місці запуску.
- Іонний маркер (англ. Ion Painter) — при тривалому утриманні клавіші основного режиму вогню в одній точці в неї буде зроблений постріл з орбітальної іонної гармати. Постріл можна здійснити тільки просто неба, якщо іонна гармата передбачена для карти.
- Цілевий маркер (англ. Target Painter) — при тривалому утриманні клавіші основного режиму вогню в одній точці, по ній буде проведене бомбардування з літака. Бомбардувальник можна збити, що призведе до сильного вибуху.
- Супершокова рушниця (англ. Super Shock Rifle) — зброя з нескінченним боєзапасом, доступна в режимі Instagib Capture the Flag, включеному мутаторі Instagib, або на спеціальних картах. Основний режим стрільби — промінь, як Шокової рушниці, але при попаданні в бійця моментально вбиває його. Також доступні для вибору опції прицілу з приближенням і Team Boost (підштовхування товариша по команді пострілом замість дружнього вогню).

Зброя, доступна в режимах з технікою:
- Міноукладник (англ. Mine layer) — укладає на місцевості міни-павуки, які переслідують ціль. При альтернативному режимі лазерні міни слідують за лазерним цілевказівником. Один боєць може встановити одночасно не більше восьми мін.
- Пускач гранат-липучок (англ. Sticky Grenade Launcher) — стріляє гранатами, які рикошетять від об'єктів оточення і прилипають до противника. При альтернативної атаці всі випущені гранати детонують. При смерті бійця гранати вибухають.
- AVRiL (Anti-Vehicle Rocket Launcher (AVRL)) — запускає керовану ракету, яка слідує за ціллю, поки на неї спрямований приціл AVRiL-а. Якщо взяти ціль на приціл і натиснути альтернативний вогонь — включається наближення, при цьому приціл супроводжує ціль. При втраті наведення ракета продовжує летіти по прямій.

#### Спеціальні пристрої
- Бомбомет (англ. Bomb Launcher) — пристрій, що дається автоматично в режимі Bombing Run. При цьому неможливо вибрати іншу зброю. Основний режим стрільби — метнути бомбу по балістичній траєкторії. Альтернативний режим — при наведенні бомбомета на бійця зі своєї команди той виділяється жовтим кружком, а альтернативний вогонь фіксує це виділення. Якщо спочатку виділити бійця, а потім використовувати основний режим стрільби, то бомба буде відправлена до нього, при цьому дальність польоту бомби обмежена тільки радіусом прицілювання.
- Транслокатор (англ. Translocator) — телепорт, який складається з дисків-приймачів і їх пускача. боєць запускає диск, що летить по параболі, а при натисненні кнопки альтернативного вогню, телепортується до диска. На приймач встановлена камера, що дозволяє спостерігати за його станом. Диск може бути поламаний ворогом або при потраплянні в небезпечну зону (лава, кислота, прірва). При спробі телепортації до поламаного приймача боєць загине, а противник, що знищив диск, отримає очко. При спробі телепортуватися з прапором, прапор залишиться в початковій точці.

### Транспортні засоби
- Скорпіон (англ. Scorpion) — швидкий одномісний багі з легкою бронею. Основний режим стрільби: гармата, що стріляє ланцюгом, який обплутує ціль, завдаючи серйозних ушкоджень. Альтернативний режим атаки: леза, які ефективні проти піхоти, але ламаються об нерухомі об'єкти і техніку.
- Манта (англ. Manta) — транспортний засіб на повітряній подушці. Основний режим стрільби: гармата, що стріляє згустками енергії середньої сили. Альтернативна атака: реверс двигунів притискає машину ближче до поверхні, що дозволяє розчавити бійців під нею.
- Дебошир (англ. Hellbender) — тримісний транспортний засіб, подібний на джип. Перше місце в «Дебоширі» займає водій. Друге місце дозволяє управляти встановленою на даху Шоковою туреллю, яка аналогічна шоковій рушниці, але завдає більших ушкоджень, а також в альтернативному режимі дозволяє підривати всі шокові ядра. Третє місце займає оператор напіввідкритої лазерної турелі, розташованої позаду машини.
- Голіаф (англ. Goliath) — повільний добре броньований двомісний танк. Водієві доступна гармата танка. Основний режим атаки: постріл з далекобійної гармати. Альтернативний режим дає оптичне збільшення, що дозволяє бачити цілі на далекій відстані. Другий член екіпажу управляє кулеметом на башті танка.
- Хижак (англ. Raptor) — одномісний повітряний транспортний засіб з великою маневреністю. Основний режим стрільби: енергетична гармата, яка завдає невеликої шкоди. Альтернативний режим стрільби: ракета з автоматичним наведенням на повітряні транспортні засоби.
- Левіафан (англ. Leviathan) — великий повільний п'ятимісний броньований транспортний засіб. Чотири місця займають керуючі турелями, які стріляють невеликими слабкими згустками енергії. Перше місце займає водій, якому доступна ракетна батарея, що має велику швидкість стрільби і автоматичне наведення. При натисканні клавіші альтернативного вогню, Левіафан переходить в стаціонарний режим, а ракетна батарея замінюється на дуже потужну далекобійну гармату.

Видання Editor's Choice Edition містить додаткові транспортні засоби:
- Паладин (англ. Paladin) — повільний одномісний танк, в основному режимі стріляє далекобійною енергетичною гарматою, в альтернативному створює перед собою захисне поле. Якщо при включеному полі зробити постріл з основної гармати, станеться вибух, який вб'є екіпаж та пошкодить сам танк.
- Цикада (англ. Cicada) — броньований двомісний літальний апарат. Пілот в основному режимі стріляє ракетами, що летять по гвинтовій траєкторії і завдають середніх ушкоджень. В альтернативному режимі за допомогою лазерного цілевказника вибирається ціль, по якій вистрілює 16 ракет. Друге місце дозволяє стріляти скорострільною лазерною гарматою в основному режимі і викидати протиракетні мішені, які відводять на себе ракети AVRiL-а.
- SPMA — Self Propelled Mobile Artillery — двомісна пересувна гаубиця. В основному режимі вона вистрілює снаряд, що летить по параболі і завдає великої шкоди при попаданні в ціль. В альтернативному режимі гаубиця вистрілює камеру, яка зависає над картою і відкриває великий огляд. боєць через камеру може наводити зброю за допомогою цілевказника, снаряд при цьому розпадається, покриваючи осколками вказану площу. Камера може бути збита ворожим вогнем, а ракети AVRiL-а автоматично наводяться на SPMA. Для оборони SPMA на другому місці встановлена Шокова гармата.

### Бонуси
- Адреналін — капсули, що трохи підвищують рівень адреналіну бійця, так само як і вбивства ворогів. Коли значення доходить до 100, боєць отримує можливість виконати «адреналінове комбо», на яке витрачається накопичений адреналін. Різні комбо витрачають адреналін з різною швидкістю. Його запас під час дії комбо можна поповнювати.
  - Підсилення (англ. Booster) — відновлює здоров'я, а коли воно доходить до 199 одиниць, відновлює броню.
  - Берсерк (англ. Berserk) — підвищує швидкість стрільби, а також дає різні бонуси в залежності від виду зброї.
  - Швидкість (англ. Speed) — збільшує швидкість пересування, дальність і висоту стрибків, але дуже швидко витрачає адреналін.
  - Невидимість (англ. Invisible) — робить бійця невидимим для інших бійців.

Відповідними мутаторами активовуються ще два бонуси:
- - Зменшення (англ. Pint-Sized, буквально «Завбільшки з пінту») — зменшує бійця в кілька разів, через що в нього стає важче поцілити.
  - Камуфляж (англ. Camouflage) — маскує бійця під камінь.

- Медичний набір (англ. Health Pack) — відновлює 25 одиниць здоров'я. В сукупності ними не можна відновити більше, ніж 100 одиниць.
- Велике барильце здоров'я (англ. Big Keg O'Health) — додає 100 одиниць здоров'я. На відміну від «UT 2003», з'являється на карті не відразу, а через 15 секунд після початку бою. В сукупності ними не можна відновити більше, ніж 199 одиниць.
- Лікувальна ампула (англ. Health Vial) — відновлює 5 одиниць здоров'я. В сукупності ними не можна відновити більше, ніж 199 одиниць. Лежать на картах купками по 3-6 штук.
- Щитовий комплект (англ. Shield Pack) — додає 50 одиниць до броні, або 100, залежно від типу. боєць зі щитом світиться жовтим.
- Подвійні ушкодження (англ. Double Damage) — ушкодження, заподіяні пострілами бійця, зростають вдівічі. Бонус діє 30 секунд[9][10].

## Оцінки й відгуки
| Агрегатор    | Оцінка              |
| ------------ | ------------------- |
| GameRankings | 94% (50 reviews)    |
| Metacritic   | 93/100 (48 reviews) |

| Видання        | Оцінка |
| -------------- | ------ |
| 1Up.com        | A+     |
| Eurogamer      | 9/10   |
| GameRevolution | [ 14 ] |
| GameSpot       | 9.4/10 |
| GameSpy        | [ 16 ] |
| GamesRadar+    | [ 17 ] |
| IGN            | 9.4/10 |

Unreal Tournament 2004 була зустрінута зі схваленням критиків. Відзначалася унікальна, швидкісна, весела і змагальницька суть гри, тоді як фанати хвалили широкі можливості для моддингу.
Гра набрала оцінку в 94 % на агрегаторі GameRankings і 93/100 на Metacritic.
В червні 2014 року GamesRadar оцінили Unreal Tournament 2004 як 70-у найкращу гру в їхньому «Топ 100 найкращих відеоігор всіх часів».

### Нагороди
- IGN: Найкраще в 2004 році (Найкраща багатокористувацька гра) (англ. Best of 2004 (Best Multiplayer Game))[21]
- GameSpy: Гра 2004 року (Найкраща багатокористувацька гра) (англ. Game of the Year 2004 (Best Multiplayer Game))[22]